# Acacia uncifera
Acacia uncifera é uma espécie de leguminosa do gênero Acacia, pertencente à família Fabaceae.